# PTEN
Die Phosphatase PTEN (Phosphatase and Tensin homolog) ist ein multifunktionelles Enzym in Eukaryoten. Es katalysiert die Hydrolyse von verschiedenen Phosphorsäureestern (Phospholipide und Phosphoproteine). Insbesondere sind die signalübertragenden Moleküle PIP3, PIP2, PIP1, Ins(1,3,4,5)P4 und AKT1 Substrate der PTEN. Durch diese Eingriffe in körperliche Signalwege ist PTEN ein Teil der Signaltransduktion. Im normalen Zellzustand wird die Aktivität der Phosphatase PTEN durch TGF-β unterdrückt. Dadurch wird der Zelltod verhindert. Aktiviert agiert PTEN durch Einleitung des Zelltods als Tumorsuppressor. Mutationen am PTEN-Gen und damit Defekte am PTEN-Enzym können durch unkontrollierte Zellvermehrung eine Vielzahl von Tumoren begünstigen und Krankheiten auslösen.

## Funktion
Aktiviertes PTEN unterbricht durch Dephosphorylierung von Phosphatidylinositolphosphaten (insbesondere IP3) den PI3K-AKT/PKB-Signalweg und wirkt als Tumorsuppressor. Es hemmt die Phosphorylierung von Shc und unterbricht den MAP-Kinase-Weg. Es dephosphoryliert FAK und unterbricht damit weitere Signalwege, mit dem Ergebnis, dass Zellmigration und Zellteilung verhindert werden.

## PTEN-Hamartom-Tumor-Syndrom
Die durch Defekte an PTEN verursachten seltenen Erbkrankheiten werden als PTEN-Hamartom-Tumor-Syndrom zusammengefasst und umfassen eine Gruppe überlappender heterogener Syndrome, die eine autosomal-dominante PTEN-Mutation aufweisen. Durch eine unvollständige und altersabhängige Penetranz und unterschiedlich starke Genexpression zeigen die Krankheitsbilder eine ausgesprochen große Symptom-Heterogenität. Zudem sind die bisher bekannten Mutationen über das gesamte Gen verstreut, was auch für die Heterogenität verantwortlich gemacht wird.
Hierzu gerechnet werden:
- Cowden-Syndrom
- Lhermitte-Duclos-Syndrom
- Ruvalcaba-Myhre-Smith-Syndrom
- Proteus-Syndrom
- familiäres Oligodendrogliom
- SOLAMEN-Syndrom.

Bei Vorliegen einer PTEN-Mutation werden Tumoren wie Endometriumkarzinom und Prostatakarzinom begünstigt.